# Brooke Foss Westcott

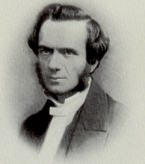
Brooke Foss Westcott

Brooke Foss Westcott (12 de janeiro, 1825 - 27 de julho, 1901) foi teólogo Inglês e Clérigo, servindo como Bispo da Igreja Anglicana de Durham a partir de 1890 e diretor da Westminster School. Também foi um reconhecido editor de importantes publicações teológicas. Dentre estas, publicou junto com Fenton John Anthony Hort, em 1881, a edição crítica textual de O Novo Testamento no Grego Original (The New Testament in the Original Greek).

## Sua vida e educação
Westcott nasceu em Birmingham, Inglaterra. Seu pai, Frederick Brooke Westcott, foi um Botânico. Westcott foi educado na Escola King Edward VI, Birmingham, em James Prince Lee, onde ele se tornou amigo de Joseph Barber Lightfoot, um teólogo Inglês e bispo de Durham.
O período da infância de Westcott foi marcado por graves distúrbios políticos em Birmingham na década de 1830. As experiências vividas ali causaram um grande impacto em toda sua vida. 
Em 1844 Westcott ganhou uma bolsa de estudos para o Trinity College, Cambridge, onde foi convidado para participar do Cambridge Apostles. Ele recebeu do poeta Sir William Browne medalhas de hino em grego em 1846, 1847, e uma graduação por redação em latim e recebeu seu diploma em Janeiro de 1848, obtendo pela primeira vez duplas honras. Em Matemática ele foi o vigésimo quarto em Wrangler. Em Classicismo, foi destaque, sendo posteriormente nomeado diretor da Westminster School.

## Sua carreira docente
Após obter o seu diploma, Westcott continuou residindo em Trinity. Em 1849 foi ordenado diácono e sacerdote por seu antigo diretor, Prince Lee, e mais tarde Bispo de Manchester. 
Para auxiliar em suas pesquisas teológicas, Westcott escolheu alunos na Universidade de Cambridge, incluindo seu amigo Lightfoot e outros dois que se tornaram seus amigos e o acompanharam em sua carreira vitalícia, EW Benson e Fenton John Anthony Hort. A inspiradora influência de Westcott, e seu intenso entusiasmo deixaram suas marcas nestes três ilustres homens. Eles o consideravam não apenas como amigo e conselheiro, mas em especial grau como professor e oráculo. 
Ele dedicou grande atenção à filosofia Patrística, filosofia cristã dos primeiros séculos, elaborada pelos Pais da Igreja e pelos escritores escolásticos e outros estudos históricos, mas o seu principal interesse era no trabalho sobre o Novo Testamento. Em 1851, ele publicou seu ensaio premiado, com o título: Elementos Harmônicos do Evangelho”.
Em 1852 ele se tornou um assistente mestre na Harrow School, e logo depois casou-se com a senhorita Whithard. Ele conseguiu combinar com os seus deveres escolares uma enorme quantidade tanto de investigação teológica como de atividade literária. Chegou a trabalhar na escola Harrow durante quase vinte anos, sob a direção do Dr. CJ Vaughan e Dr Montagu Butler. 

## Seus escritos teológicos
Os escritos que ele produziu neste período criaram uma nova época na história da moderna escola teológica Inglesa. Em 1855 ele publicou a primeira edição de sua História do "Cânon do Novo Testamento", que, mais tarde revista e ampliada, tornou-se o padrão em inglês para trabalhos sobre o assunto. Em 1859 surgiu a sua obra “Milagres Característicos do Evangelho”.
Em 1860 Westcott expandiu seus escritos num ensaio chamado "Introdução ao Estudo dos Evangelhos". Este foi um trabalho notável pela perspicácia e minúcias de estudo, bem como pelo tratamento reverencial combinado com considerável liberdade de linhas tradicionais. Seu trabalho incluiu o "Dicionário da Bíblia", e notoriamente o artigo sobre "Cânon", "Macabeus", e "Vulgata", que incluiu a mais cuidadosa e minuciosa preparação, conduzindo às composições de seus posteriores livros populares, "A Bíblia na Igreja" (1864) e a "História da Bíblia em Inglês" (1869). 
No mesmo período escreveu "O Evangelho da Ressurreição" (1866). Suas idéias, suas diferentes opiniões sobre o fundamento do cristianismo, sua forte característica no modo de discutir uma questão teológica e o seu reconhecimento das reivindicações históricas da ciência e da razão pura, chamaram grande atenção de diversos acadêmicos. Neste livro, Westcott mostrou tanto coragem e originalidade no seu método de apologética, mas a excelência do trabalho foi prejudicada pela dificuldade do estilo. 
Em 1865 e também em 1870, ele recebeu diplomas honorários de d.C.L. De Oxford (1881) e de D.D. De Edimburgo (1883). Em 1868 Westcott foi nomeado Bispo pelo capelão Connor Magee (de Peterborough), e no ano seguinte aceitou o canonry em Peterborough, o que o obrigou a abandonar Harrow.

## Nomeado Professor da Divindade em Cambridge
Por um tempo ele estava entusiasmado com a vida na catedral, dedicado ao exercício de aprendizagem e desenvolvimento de oportunidades para o benefício de religiosos e intelectuais da Diocese. Mas o Regente Professor da Divindade da Universidade de Cambridge, J. B. Lightfoot, deixou o cargo, recusando-o em favor de Westcott. Foi devido ao apoio de Lightfoot bem como pelo seu próprio mérito que Westcott foi eleito para a presidência em 1º de Novembro, 1870. 
Ele agora ocupou uma posição para a qual foi bem preparado, sendo um teólogo de visão liberal, sendo seu conhecimento universalmente respeitado. Apoiado por seus amigos Lightfoot e Hort, ele lançou-se no novo trabalho com extraordinária energia, sacrificando muitos dos privilégios de uma carreira universitária, a fim de que os seus estudos pudessem ser mais contínuos.
Seus escritos eram geralmente sobre temas bíblicos. Seus Comentários sobre "St John's Gospel"(1881), sobre a "Epístola aos Hebreus"(1889) e das "Epístolas de São João"(1883) resultaram de muitas palestras públicas. 

### Estudos de textos do Novo Testamento
Entre 1870 e 1881 Westcott também esteve grandemente envolvido em crítica textual num trabalho para uma edição do Novo Testamento, e simultaneamente, na preparação de um novo texto em conjunto com Hort. Foram anos felizes e um período privilegiado nas vidas de Westcott, Lightfoot e Hort, ocasiões em que frequentemente se encontravam para participar deste trabalho.
No ano 1881 surgiu então o famoso Novo Testamento no Grego Original (The New Testament in the Original Greek), sobre o qual tinha sido despendido quase trinta anos de trabalho incessante.

### Reforma educacional
As reformas nos regulamentos de graus na Escola da divindade, a formação e a primeira revisão do novo tipo teológica, a inauguração da missão Cambridge de Deli e a subsequente criação da St. Stephen's College, Delhi, a instituição Sociedade da Igreja (para a discussão de questões teológicas e eclesiásticas pelos homens mais jovens), as reuniões para professores da divindade, a organização da nova Divinity School e Biblioteca e, mais tarde, a instituição Escola de Formação do Clero de Cambridge (rebatizado Westcott House em sua honra em 1901), foram todos, num grau muito real, o resultado da energia e influência de Westcott como professor. Para essa lista deve também ser adicionada ao exame preliminar de candidatos a Oxford e Cambridge. 
A partida de Lightfoot para tornar-se Bispo de Durham em 1879 resultou em dar ainda maior destaque a Westcott. Ele foi obrigado a assumir a liderança nos assuntos onde Lightfoot da natureza mais prática já tinha sido predominante.

### Canonry de Westminster
Tendo anteriormente se demitido de seu canonry em Peterborough, em 1883 Westcott foi nomeado pela coroa a um canonry em Westminster. 

## Bispo de Durham
Em Março de 1890 ele foi nomeado Bispo de Durham. Consagrado em 1º de Maio em Westminster pelo Arcebispo Thompson (de York), onde Hort foi o orador. Mais tarde em 15 de Maio, Westcott foi empossado na Catedral de Durham Cathedral. A mudança de trabalho e localidade dificilmente poderia ter sido maior. Mas a súbita imersão na prática de uma administração da diocese norte lhe deu nova força. 
Ele surpreendeu o mundo, numa famosa ocasião em 1892 quando ele conseguiu levar a uma solução pacífica uma longa e amarga greve, que havia dividido os capitães e os homens na Durham collieries. E seu sucesso foi devido à confiança que ele, inspirado pela extraordinária moral conseguiu, devido a sua personalidade pensativa, enérgica e afetuosa. Seu constante esforço em chamar a atenção da Igreja para o aspecto religioso das questões sociais foi notado em especial por seus admiradores.
Ele era um acérrimo defensor do cooperativismo. Foi praticamente o fundador do União Social Cristã. Insistiu continuamente sobre a necessidade de promover a causa das missões estrangeiras, e teve o prazer de enviar quatro dos seus filhos para o trabalho da Igreja na Índia. 
Sua energia era notável mesmo perto da sua morte. Porém, durante os últimos dois ou três anos de sua vida ele havia envelhecido consideravelmente. Sua esposa morreu subitamente em 28 de Maio de 1901, e ele dedicou à sua memória o seu último livro, "Lições do Trabalho"(1901). Ele pregou um sermão de despedida aos mineiros na catedral de Durham, em seu festival anual, em 20 de Julho. Pouco depois sofreu de uma doença súbita e fatal.

## Influências
Westcott não ficou restrito a Teologia. Teve amor à poesia, música e arte. Ele mesmo não foi um desenhista, mas muitas vezes chegou a dizer que se não tivesse sido ordenado ele teria se tornado um arquiteto. Suas literaturas simpatizantes foram muitas. Ele nunca cansou de elogiar Eurípedes, e estudou os escritos do poeta e dramaturgo inglês Robert Browning. Seguiu se deliciando com o desenvolvimento de ciências naturais, os estudos em Cambridge, e não poupou esforços para ser exato, ou para ampliar a base de seu pensamento. Assim, ele dedicou umas férias de verão a uma análise cuidadosa de Auguste Comte fundador do positivismo. 
Estudou assiduamente os Livros Sagrados do Oriente, e sustentou que não tinha uma visão sistemática do cristianismo, nem poderia dar ao luxo de ignorar a filosofia de outras religiões. Ele tinha respeito a outros pontos de vista como os da Escola de Cambridge do Século XVII, e com o teólogo John Frederick Denison Maurice, por quem ele tinha profundo respeito. 
Mas, por outro lado, foi muito prático; e sua força de vontade, sua aprendizagem e sua força de caráter fez dele realmente um influente magistral, sempre que o tema em discussão era de grande importância. Ele era um forte defensor da reforma da Igreja, especialmente no sentido de obter maiores poderes para os leigos.
Ele manteve-se afastado de toda contenda partidária. 
Sua obra teológica sempre distinguiu atribuição a revelação divina na Sagrada Escritura e no ensino de história. Seu trabalho em conjunto com Hort sobre o texto grego do Novo Testamento tornou-se conhecido como um dos maiores sucessos da crítica bíblica em inglês. Segundo os princípios que são explicados na introdução, o texto chegou a ser elaborado após anos de investigação e contínua correspondência e discussão entre os dois amigos. Seu texto foi aprovado praticamente ao mesmo tempo por estudiosos na Grã-Bretanha científica e em toda a Europa. Isso foi um reconhecimento do grande avanço que representou na classificação das antigas autoridades teológicas. Joseph Barber Lightfoot teólogo inglês, comentou sobre suas obras como o melhor tipo de exegese bíblica produzidos pela Igreja Inglesa no século XIX. 
O Birmingham Civil Society tem planos para erguer uma Blue Plaque para marcar o local onde ele nasceu em Birmingham. Isto está programado para 2026, para coincidir com o 125o aniversário da sua morte.
O que se segue é uma bibliografia dos escritos mais importantes de Westcott, seguindo em ordem a data das primeiras edições: 
- Elementos do Evangelho Harmônico(1851)
- História do Cânon de Primeiros Quatro Séculos(1853)
- Características do Evangelho de Milagres(1859)
- Introdução ao Estudo dos Evangelhos(1860)
- A Bíblia na Igreja(1864)
- O Evangelho da Ressurreição(1866)
- Christian Life Manifold and One(1869)
- Alguns Pontos na Vida Religiosa das Universidades(1873)
- N º Psalter para o Uso de Chotrs(1879)
- Comentário sobre o Evangelho de São João(1881)
- Comentário sobre o Epístolas de São João(1883)
- Revelação do Senhor ressuscitado(1882)
- Revelação do Pai(1884)
- Alguns Pensamentos da Ordinal(1884)
- Christus Consummator(1886)
- Aspectos Sociais do cristianismo(1887)
- A vitória da Cruz: Sermões na Semana Santa(1888)
- Comentário sobre a epístola aos Hebreus(1889)
- De Força de Resistência(1890)
- Evangelho da Vida(1892)
- A Encarnação Comum e Vida(1893)
- Algumas Lições da Versão Revista do Novo Testamento(1897)
- Aspectos da Vida Crista(1897)
- Lições do Trabalho(1901)

Publicadas por seu filho BF Westcott (1903), e por Clayton J. (1906).